# Montesquiu de Toars
Montesquiu de Toars (en francès Montesquieu-Volvestre) és un municipi francès, situat a la regió d'Occitània, departament de l'Alta Garona.